# Zhang Yaokun
Zhang Yaokun (chinois : 张耀坤) (né le 17 avril 1981 à Dalian dans le Liaoning) est un joueur de football international chinois, qui évolue au poste de défenseur.

## Biographie

### Carrière en sélection
Avec l'équipe de Chine, il dispute 39 matchs (pour 3 buts inscrits) entre 2004 et 2009. Il figure notamment dans le groupe des sélectionnés lors des Coupes d'Asie des nations de 2004 et de 2007.

## Palmarès
Dalian Shide
- Championnat de Chine (1) :
  - Champion : 1998, 2000, 2001 et 2002.

- Coupe de Chine (1) :
  - Vainqueur : 2001.

- Supercoupe de Chine (2) :
  - Vainqueur : 2001 et 2003.